# 西多里夫卡 (日達喬夫區)
49°13′48″N 24°8′23″E / 49.23000°N 24.13972°E
西多里夫卡（烏克蘭語：Сидорівка），是烏克蘭西部的村莊，隸屬利維夫州的斯特雷區。該村面積1.28平方公里，海拔高度271米，2001年人口296，人口密度每平方公里231.43人。